# Xã Cedarville, Quận Crawford, Arkansas
Xã Cedarville (tiếng Anh: Cedarville Township) là một xã thuộc quận Crawford, tiểu bang Arkansas, Hoa Kỳ. Năm 2010, dân số của xã này là 1.959 người.